# Karusasaurus polyzonus
Karusasaurus polyzonus là một loài thằn lằn trong họ Cordylidae. Loài này được Smith mô tả khoa học đầu tiên năm 1838.

## Hình ảnh

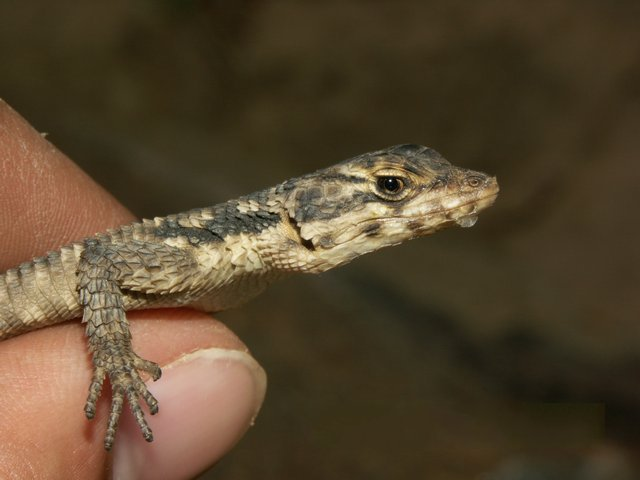
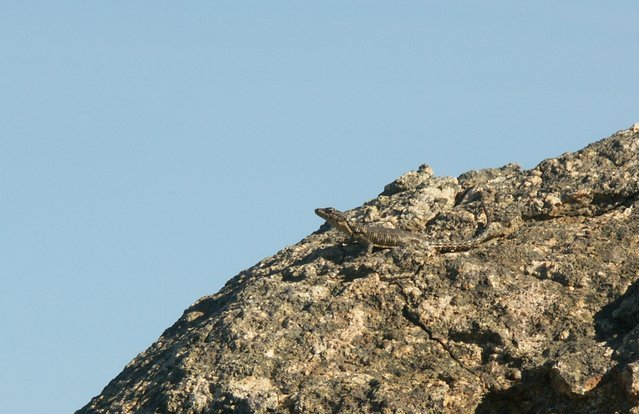